# عبدالله مایگا (بازیکن فوتبال)
عبدالله مایگا (انگلیسی: Abdoulaye Maïga؛ زادهٔ ۲۰ دسامبر ۱۹۸۸) بازیکن فوتبال اهل مالی است.
از باشگاه‌هایی که در آن بازی کرده است می‌توان به باشگاه فوتبال اتحاد الجزایر و باشگاه فوتبال سریویجایا اشاره کرد.
وی همچنین در تیم ملی فوتبال مالی بازی کرده است.